# Guy Demel
Guy Roland Demel (født 13. juni 1981 i Orsay, Frankrig) er en franskfødt ivoriansk fodboldspiller, der spiller som forsvarsspiller. Gennem karrieren har han optrådt for blandt andet Borussia Dortmund, Nîmes Olympique og Arsenal F.C.
Demel står (pr. marts 2018) noteret for 35 kampe for Elfenbenskystens landshold. Han deltog ved både African Nations Cup i 2006, samt VM i 2006 og VM i 2010.